# Облачная идентификация
Облачная идентификация (англ. Cloud identification) — идентификация пользователей на основе облачных вычислений.
В системах идентификации база данных обычно хранится на доверенном сервере, который отвечает за выполнение процесса идентификации. Идентификация осуществляется путём сравнения информации субъекта запроса для идентификации и зарегистрированных субъектов в данной базе данных. По мере увеличения числа субъектов идентификационной системе требуется больше памяти и больше вычислительной мощности. В то же время эти базы данных должны быть доступны всем предприятиям, которые используют идентификацию. Потребность в доступе для нескольких предприятий и высокая вычислительная мощность мотивируют использование облачной системы для хранения и обработки данных. Однако поддержание конфиденциальности и целостности конфиденциальных данных требует надёжных решений для хранения и обработки данных.

## Идентификационные данные
Примером идентификационных данных являются пароли или биометрические данные.
В случае использования биометрических данных для доступа к записям, хранящимся в облаке, существует риск кражи личных данных. В отличие от паролей пользователи не могут изменять свои биометрические данные. Следовательно, система должна гарантировать сохранение конфиденциальности пользователей, база данных должна быть зашифрована. Когда речь заходит о биометрической идентификации, соответствующие идентификационные системы работают с векторами признаков.
Вектор признаков
Сравнение информации в идентификационных системах происходит посредством сравнения векторов признаков. Сначала идентификационная система локализирует область интереса в полученных данных, после чего из которой выделяется интересующие систему признаки. Количество извлечённых признаков обычно огромно, что снижает производительность системы и мотивирует применение метод снижения размерности для уменьшения длины вектора признаков. Классическими методами уменьшения размерности являются метод главных компонентов (PCA) и линейный дискриминантный анализ (LDA), которые широко использовались в методах распознавания лиц. Сейчас чаще используется метод обобщеннего дискриминантного анализа (GDA).
Дискретизация признаков
Векторы признаков чаще всего состоят из действительных чисел, однако алгоритмы шифрования работают с дискретным значениям. Следовательно, необходимо применение методов дискретизация признаков. Одним из таких методов является K-мерное дерево. Векторы признаков организуются в K-мерное дерево путем разделения пространства по каждому из признаков с использованием гиперплоскости. GDA сортирует признаки в соответствии с их различающей способностью, после чего дерево строится таким образом, что для корня используется признак с наименьшей различающей способностью, а для листьев — с наибольшей. Признак, используемый в корне дерева, определяет только одну гиперплоскость и делит пространство на две части. Следовательно, второй и третий уровни дерева делят пространство признаков на три и пять разделов соответственно.

## Шифрование
Поскольку зашифрованная база данных чаще всего хранится в общедоступном облаке, процесс идентификации должен выполняться с минимальной утечкой информации. А значит, чтобы предотвратить доступ злоумышленников сравнение информации субъекта запроса и зарегистрированных субъектов должны выполняться без расшифровки данных, что в свою очередь мотивирует применение методов шифрования с возможностью поиска.
Метод многократного шифрования
Метод, использующий шифрование уже зашифрованного сообщения. Чаще всего состоит из двух этапов: внутреннего уровня шифрования и шифрования внешнего уровня. Из-за применения шифрования с разными ключами несколько раз происходит искусственное увеличение длины ключа.
Шифрование с возможностью поиска
Шифрование с возможностью поиска предлагает безопасный поиск по зашифрованным данным. Надёжность зависит от качества псевдослучайной последовательности. Заключается в выполнении обратимой операции с псевдослучайной последовательностью. При этом поиск выполняется за линейное время в зависимости от размера шифротекста. В основном, бывает двух видов: на основе криптографии с закрытым ключом и на основе криптографии с открытым ключом.
Полностью гомоморфное шифрование
Полностью гомоморфное шифрование позволяет производить вычисление на зашифрованных данных. Такие методы позволяют производить вычисление суммы и произведения для зашифрованных данных без расшифровки. Одной из важнейших областей применения является выполнение различных математических операций над данными, хранящимися на удалённом облачном хранилище. Также используется в поисковых системах, где осуществляется поиск, при котором сервер ничего не знает о содержании запроса и возвращает пользователю результат в зашифрованном виде.
Частично гомоморфное шифрование
Для многих данных требуется выполнение лишь ограниченного набора операций. Частично гомоморфное шифрование позволяет выполнение только одной операции над зашифрованными данными без предварительной расшифровки — либо операции сложения, либо операции умножения, при этом сохраняя конфиденциальность информации. При этом преимуществом такого шифрования является сохранение, а во многих случаях и повышение производительности системы обработки данных. К частично гомоморфным системам относятся: RSA, криптосистема Эль-Гамаля и криптосистема Гольдвассер — Микали, гомоморфные по умножению; криптосистема Пэйе и криптосистема Бенало, гомоморфные по сложению.

## Процесс идентификации

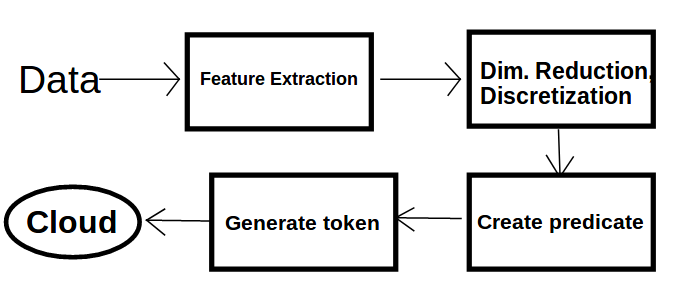
Обработка запроса облачной идентификации

Доверенная сторона шифрует и отправляет запись данных пользователя в облако для безопасного хранения и удалённого сравнения, которое требует обработки запросов на зашифрованных данных. Такой подход состоит из четырёх основных этапов: настройка, шифрование, генерация токена и запрос. Перед этими этапами возможно применение методов выделения признаков, снижения размерности признаков и их дискретизация. На этапе настройки генерируются все криптографические параметры, а именно: открытый ключ и закрытый ключ. Фаза шифрования выполняется путём шифрования данных каждого пользователя. Этот шаг будет выполнен локально доверенной стороной, чтобы (ненадёжный) провайдер облачных вычислений имел доступ только к шифротекстам, а не к самим ключам шифрования. При этом стоит отметить, что на данном этапе возможно применение техники многократного шифрования. Система будет готова отвечать на запросы и идентифицировать пользователей после такой настройки системы и сохранения данных пользователей. Фаза генерации токенов подготавливает систему к обработке данного запроса. Для каждого запроса система чаще всего (особенно при работе с биометрическими данными) создаёт числовые диапазоны, определяемые нижней и верхней границами. Далее система обрабатывает запросы сравнения данных с учётом границ диапазона, применяемых совместно для создания предиката. Чаще всего система использует каждый предикат запроса и секретный ключ для генерации соответствующего токена и отправляет его в облако. Этот шаг выполняется локально доверенной стороной, и, следовательно, поставщик облачных услуг будет видеть только зашифрованный токен, при этом доверенная сторона выбирает закрытый ключ для генерации токена. После чего этот токен будет использоваться на этапе запроса. Последний шаг — обработка полученного запроса провайдером облака, у которого есть доступ к зашифрованным записям базы данных и токену, отправленному доверенной стороной. Облачный провайдер использует токен для расшифровки соответствующего зашифрованного текста. Следовательно, облачный провайдер будет извлекать записи только в том случае, если данные индивидуума удовлетворяют предикату, используемому для генерации токена. В базе данных(чаще всего биометрической) может быть несколько записей, удовлетворяющих предикату запроса, соответственно на последнем шаге все полученные записи отправлюятся доверенной стороне и фильтруются после расшифровки.

## Безопасность и конфиденциальность
При решении хранить данные в публичном облаке, владелец теряет физический доступ к серверам, на которых размещается вся его информация. Следовательно, возникает риск внутренней атаки на конфиденциальные данные. Поэтому поставщики облачных услуг должны обеспечить тщательную проверку данных сотрудников, имеющих физический доступ к серверам. Как правило, владельцы записей не могут доверять облачным провайдерам для хранения своих данных в простом формате, что связано как с внутренними политиками безопасности, так и с федеральными законами. Поэтому данные должны быть зашифрованы перед хранением на удалённом сервере. Хотя использование обычных техник криптографического шифрования предотвращает несанкционированный доступ и помогает обеспечить конфиденциальность данных, однако это не позволяет проводить поиск по зашифрованным данным, который требуется для безопасной идентификации. В результате весь набор данных должен быть загружен в локальную систему для каждого запроса. Но этот метод неэффективен с точки зрения пропускной способности или вычислительных требований на стороне клиента, потому что клиент должен хранить и дешифровать все полученные данные, чтобы иметь возможность извлекать те, которые действительно необходимы. Поэтому чтобы обеспечить надёжное хранение данных и возможности поиска по данным, используется шифрование с учётом поиска, с целью предотвратить получение злоумышленниками несанкционированного доступа к конфиденциальным записям.
Уже было упомянуто, что использование K-мерных деревьев помогает найти пороги дискретизации признаков. Однако небольшие изменения в биометрических данных (например: черт лица) могут приводить к значительным изменениям в дискретизации данных, а значит конкретное значение признака запроса может не попадать в один и тот же интервал дискретизации соответствующего признака зарегистрированного в базе данных субъекта. Следовательно, система должна быть более гибкой и принимать диапазоны разумного размера, чтобы включить вариации вокруг дискретизированных значений. Для этих диапазонов определяются нижние и верхние границы и их размеры напрямую влияют на точность системы. Логично, что узкий диапазон делает систему очень строгой, не допускающей больших вариаций с низким уровнем распознавания; широкий же диапазон делает систему более мягкой, принимая большие вариации и как следствие, имеет более высокий уровень ложных срабатываний.

## Применение
Облачная идентификация часто применяется в платёжных системах таких, как: Google Pay или Apple Pay. Имеет приложение для интернета вещей, позволяющего физическим девайсам, подключённым к общей сети, взаимодействовать друг с другом. Также широко используется в применение к электронной подписи, позволяющей подтвердить авторство электронного документа; и в применении к здравоохранению, на основе облачных вычислений. Компании часто интегрируют систему управления идентификацией клиента в свою собственную инфраструктуру, используя обычный пароль, систему идентификации на основе биометрии или предоставляют собственную систему управления идентификацией.